# Dirk Meußling
Dirk Meußling (* 1967 in Kiel) ist ein deutscher freier Fotograf.

## Leben
Dirk Meußling war ein Schüler des hannoverschen Fotografen Joachim Giesel. Zu seinen Arbeiten zählen beispielsweise Fotografien zubereiteter Gourmetmenüs von Sven Elverfeld, dem seinerzeit mit zwei Michelin-Sternen dekorierten Chefkoch des Restaurants „Aqua“ im Ritz-Carlton Hotel in Wolfsburg.
Neben Bildbänden produzierte Meußling ab etwa Ende 2008 im Auftrag des Theatermuseums Hannover mehr als 60 überlebensgroße Porträts von Schriftstellern wie Günter Grass, Stefan Heym, Cees Nooteboom, Marcel Reich-Ranicki mit dessen Gattin Theophila, Martin Walser und Dieter Hildebrandt.
Anfang des 21. Jahrhunderts lebte Meußling mit seiner Frau und einer Tochter in Isernhagen.

## Werke (Auswahl)
- Dirk Meußling: 36 1/2 sec. – Fotoporträts von Dirk Meußling, mit einer Vorrede von Heinz Walter Hebestreit, Hannover: Freimann & Fuchs, 2000
- Dirk Meußling (Fotos), Imre Grimm: Das neue Hannover / Bilder von Dirk Meußling. Texte von Imre Grimm, Hannover: Schlütersche, 2002, ISBN 978-3-87706-671-3 und ISBN 3-87706-671-2
- Sven Elverfeld, Jan Brinkmann (Texte), Dirk Meußling (Food- und Schwarz-Weiß-Fotos): Küche der Gefühle. Restaurant Aqua / The Ritz-Carlton Wolfsburg, Kochbuch, hrsg. von Ritz-Carlton (Wolfsburg), Hannover: Landbuch-Verlag, 2003, ISBN 978-3-7842-0667-7 und ISBN 3-7842-0667-0
- Oliver Rasper (Rezepte), Vera Glaeseker (Mitarb.), Frank Wilde, Dirk Meussling: Raspers Rezepte. Niedersachsens Küche neu entdeckt, 1. Auflage, Hannover: Mediengruppe Madsack, 2009, ISBN 978-3-940308-33-7